# Каирбеков, Бахыт Гафуович
Бахыт Гафурович Каирбеков (род. 23 февраля 1953, Алма-Ата, Казахская ССР) — казахстанский кинорежиссёр, сценарист, поэт. Бывший президент АО «Казахфильм» имени Шакена Айманова (с 2015). Заслуженный деятель Казахстана (2002). Сын Гафу Каирбекова.

## Биография
Родился 23 февраля 1953 года в Алма-Ате в семье писателя и поэта Гафу Каирбекова и Бадеш Хамзиной. Происходит из рода айдарке племени аргын.
В 1975 году окончил Литературный институт имени А. М. Горького (Москва) по специальности «литературный работник» (поэт-переводчик художественной литературы с казахского языка на русский). В 1989 году окончил Высшие курсы сценаристов и режиссёров при Госкино СССР (мастерская В. Грамматикова и Н. Михалкова).
С 1983 года — член Союза писателей СССР, а позже — член Союза писателей Казахстана и Союза кинематографистов Казахстана.

## Трудовая деятельность
- 1975—1978 гг. редактор поэзии в республиканском издательстве художественной литературы «Жазушы»
- 1978 г. главный редактор информационного бюллетеня Казахского общества дружбы и культурных связей с зарубежными странами «Советский Казахстан сегодня»
- 1979—1982 гг. аспирант кафедры русской и зарубежной литературы Казахского педагогического института им. Абая
- 1983 г. член сценарно-редакционной коллегии киностудии «Казахфильм» им. Ш. Айманова, главный редактор творческого объединения художественных и телевизионных фильмов киностудии «Казахфильм» им. Ш. Айманова
- 1986 г. старший редактор в репертуарно-редакционной коллегии Министерства культуры Казахской ССР
- 1987—1989 гг. слушатель Высших курсов сценаристов и режиссёров при Госкино СССР
- 1989—1991 гг. Старший редактор Главной редакционной коллегии по переводу и литературным взаимосвязям Союза писателей Казахстана.
- 1994 г. заместитель главного редактора студии «Казахтелефильм»
- 1996—1997 гг. Начальник Информационно-издательского центра Института переподготовки и повышения квалификации государственных служащих при правительстве Республики Казахстан
- 1994—1996 гг. руководитель мастерской режиссуры документального кино Институте театра и кино им. Т. Жургенова
- 1999 г. Ведущий специалист творческо-производственного отдела Государственного учреждения «Телерадиокомплекс Президента Республики Казахстан»
- 2007 г. Генеральный директор некоммерческого акционерного общества «Телерадиокомплекс Президента РК»;
- 2008—2012 гг. Художественный руководитель студии «Гафу», ст. преподаватель Казахской Национальный Академии искусств им. Т.Жургенова
- 2013 г. Директор телеканала «Мәдениет» АО «Казахстан»
- 2014 г. Директор телеканала «Білім және Мәдениет» АО «Хабар»
- 2015 г. Президент Акционерного общества «Казахфильм» имени Шакена Айманова

## Творчество
- Автор научно-популярных и документальных фильмов: «Ақбосаға», «Возвращение в лоно неба», «Мен саған сәбимін», «В поисках собеседника», «Священный порог», «Клятва», «Свидание», «Возвращение к истокам», «Домусульманские обычаи и традиции казахов» «Послание настоящему», «Страсти натуралиста», «Қызыл трактор», «Путь истины», «Колючая нежность», «Сердце мое», «Священный Туркестан», «Асеке» и др.
- Ряд фильмов отмечен дипломами международных кинофестивалей в России, Румынии, Китае, Иране, Венгрии, Германии.
- Автор поэтических сборников: «Осенний диалог» («Жалын», 1978), «Глагол „жить“» («Жазушы», 1982), «За живою водой» («Жазушы», 1986), «Менің уйім» («Жалын», 1987), «За решеткой строк» («Согласие», 1996), «Биография алмаатинца» (1998), «Избранное» (в двух томах, 1998) и др.
- В переводе Каирбекова Б. Г. увидели свет произведения казахских поэтов и прозаиков: Шакарима Кудайбердыулы «Родословная тюрков, казахов и киргизов», Койшыгара Салгарина «Династия ханов», стихи Асана Қайғы, Бухар-жырау, Ақтамберді-жырау, проза С. Муратбекова, А. Сейдимбекова, Т. Журтпаева, А. Джаксыбаева, А. Альпеисова, стихи Г. Каирбекова, Т. Молдагалиева, Т. Абдрахмановой, Е. Раушанова, О. Аскара и др.

## Достижения
- Фильмы отмечены дипломами международных кинофестивалей в Румынии, Китае, Иране, Венгрии, Германии.
- Триптих «Полнолуние» и фильм «Сундет» из сериала «Домусульманские обычаи и традиции казахов» был отмечен высшей наградой Открытого Форума российского телевидения «Лазурная звезда» (г. Сочи, 1999).
- Фильм «Кызыл трактор» получил специальный приз V Евразийского Телефорума «За вклад в образование единого культурно-образовательного пространства» (г. Москва, 2002).
- Фильм о великом казахском поэте Абае Кунанбаеве «Излучение любви» в проекте «Лики Евразии» был удостоен Гран-при IX Евразийского Телефорума (2006).

## Награды и звания
- Почётное звание «Заслуженный деятель Казахстана» (2002)[4]
- Медаль «10 лет независимости Республики Казахстан» (2001)
- Медаль «25 лет независимости Республики Казахстан» (2016)[5]
- Орден Курмет (2016)
- Медаль «20 лет Астане» (2018)[6]
- Почётная грамота Республики Казахстан
- Лауреат премии Махамбета Утемисова
- Академик Евразийской Академии телевидения и Радио (Россия).